# Димотика
Димо́тика (греч. δημοτική [γλώσσα], МФА: [ðimotiˈci] — «народный [язык]») — современная народная разговорная форма греческого языка. Термин используется с 1818 года. Димотика преподносилась её создателями как народная форма языка, развившаяся естестественным путём из древнегреческого, в противовес искусственно приближенной к древнегреческому кафаревусе, которая являлась официальным стандартом греческого языка до 1976 года. На самом деле димотика первоначально значительно отличалась от большинства живых разговорных диалектов греческого языка XIX столетия, и простой народ плохо её понимал. Обе формы дополняли друг друга в типичном примере диглоссии, пока языковой вопрос не был разрешён в пользу димотики.
Часто димотика отождествляется с новогреческим языком, однако эти два термина не являются полностью синонимичными. В то время как димотика является термином, применяемым к языку, который его создатели позиционировали как живой, разговорный язык греков, современный греческий язык (стандартный новогреческий язык, греч. Νεοελληνική Κοινή) является скорее синтезом димотики и кафаревусы, с преобладающим влиянием первой.